# 兴华路街道 (高碑店市)
兴华路街道，是中华人民共和国河北省保定市高碑店市下辖的一个乡镇级行政单位。

## 行政区划
兴华路街道下辖以下地区：
和平社区、西大街社区、凌云社区、兴华社区、嘉园社区、泰和社区、北环社区、电业社区、幸福路社区、花园社区、海油社区、文明社区、中铁社区、文苑社区、阳光社区、南大街社区、长城社区、祥和社区和天阔社区。